# Helia albibasalis
Helia albibasalis är en fjärilsart som beskrevs av William Schaus 1914. Helia albibasalis ingår i släktet Helia och familjen nattflyn. Inga underarter finns listade i Catalogue of Life.